# 阿夫雷拉
阿夫雷拉，是西班牙加泰罗尼亚巴塞罗那省的一个市镇。总面积20平方公里，总人口8624人（2001年），人口密度431人/平方公里。